# Lahosse
Lahosse is een gemeente in het Franse departement Landes (regio Nouvelle-Aquitaine) en telt 267 inwoners (2004). De plaats maakt deel uit van het arrondissement Dax.

## Geografie
De oppervlakte van Lahosse bedraagt 8,2 km², de bevolkingsdichtheid is 32,6 inwoners per km².
De onderstaande kaart toont de ligging van Lahosse met de belangrijkste infrastructuur en aangrenzende gemeenten.

## Demografie
Onderstaande figuur toont het verloop van het inwonertal (bron: INSEE-tellingen).